# Wendilgarda nigra
Wendilgarda nigra är en spindelart som beskrevs av Eugen von Keyserling 1886. Wendilgarda nigra ingår i släktet Wendilgarda och familjen strålspindlar. Inga underarter finns listade i Catalogue of Life.